# Llista de topònims de Castellfollit de la Roca
Llista de topònims (noms propis de lloc) del municipi de Castellfollit de la Roca, a la Garrotxa
Informació actualitzada per un bot. Els canvis manuals es perdran quan s'actualitzi!

## casa
| imatge | Nom              | Ubicat a                 | instància de | Detalls                                     | coordenades                                                                             | Protecció                                  | Commons (més fotos) | Dades a WD                    |
| ------ | ---------------- | ------------------------ | ------------ | ------------------------------------------- | --------------------------------------------------------------------------------------- | ------------------------------------------ | ------------------- | ----------------------------- |
|        | Ca la Paula      | Castellfollit de la Roca | casa         | Estil: arquitectura popular                 | 42° 13′ 09″ N, 2° 32′ 59″ E / 42.219206°N,2.549702°E                                    | bé integrant del patrimoni cultural català | Ca la Paula         | Modifica les dades a Wikidata |
|        | Vil·la Margarita | Castellfollit de la Roca | casa         | Estil: arquitectura modernista 19th century | 42° 13′ 12″ N, 2° 33′ 00″ E / 42.219937°N,2.550061°E ca:Carretera de Girona,13 295 msnm | bé integrant del patrimoni cultural català | Vil·la Margarita    | Modifica les dades a Wikidata |

## curs d'aigua
| imatge | Nom      | Ubicat a                                                    | instància de | Detalls                                                 | coordenades | Protecció | Commons (més fotos) | Dades a WD                    |
| ------ | -------- | ----------------------------------------------------------- | ------------ | ------------------------------------------------------- | --- | --------- | ------------------- | ----------------------------- |
|        | Fluvià   | Comarques gironines província de Girona                     | curs d'aigua | Desemboca: mar Mediterrània Llarg: 70km Conca: 973.8km² | 42° 05′ 36″ N, 2° 27′ 33″ E / 42.0934°N,2.4591°E 42° 12′ 07″ N, 3° 06′ 38″ E / 42.2019°N,3.1106°E 2 msnm                    |           | Fluvià              | Modifica les dades a Wikidata |
|        | Toronell | Sant Joan les Fonts Castellfollit de la Roca Montagut i Oix | curs d'aigua | Desemboca: Fluvià                                       | 42° 10′ 27″ N, 2° 34′ 38″ E / 42.17409166666667°N,2.5771944444444443°E 42° 13′ 09″ N, 2° 33′ 25″ E / 42.219228°N,2.556923°E |           | Toronell            | Modifica les dades a Wikidata |

## església
| imatge | Nom                                        | Ubicat a                 | instància de | Detalls                     | coordenades                                                         | Protecció                                  | Commons (més fotos)                        | Dades a WD                    |
| ------ | ------------------------------------------ | ------------------------ | ------------ | --------------------------- | ------------------------------------------------------------------- | ------------------------------------------ | ------------------------------------------ | ----------------------------- |
|        | Sant Salvador                              | Castellfollit de la Roca | església     |                             | 42° 13′ 08″ N, 2° 32′ 48″ E / 42.2189870233174°N,2.54673969643902°E |                                            |                                            | Modifica les dades a Wikidata |
|        | església nova de Castellfollit de la Roca  | Castellfollit de la Roca | església     |                             |                                                                     |                                            |                                            | Modifica les dades a Wikidata |
|        | església vella de Castellfollit de la Roca | Castellfollit de la Roca | església     | Estil: arquitectura popular | 42° 13′ 06″ N, 2° 33′ 16″ E / 42.218446°N,2.554481°E                | bé integrant del patrimoni cultural català | Església vella de Castellfollit de la Roca | Modifica les dades a Wikidata |

## jaciment arqueològic
| imatge | Nom                  | Ubicat a                 | instància de         | Detalls | coordenades                                          | Protecció | Commons (més fotos) | Dades a WD                    |
| ------ | -------------------- | ------------------------ | -------------------- | ------- | ---------------------------------------------------- | --------- | ------------------- | ----------------------------- |
|        | Horts d'en Fonoses   | Castellfollit de la Roca | jaciment arqueològic |         | 42° 13′ 02″ N, 2° 32′ 29″ E / 42.217331°N,2.541346°E |           |                     | Modifica les dades a Wikidata |
|        | Horts d'en Gussinyer | Castellfollit de la Roca | jaciment arqueològic |         | 42° 13′ 17″ N, 2° 32′ 55″ E / 42.221354°N,2.548509°E |           |                     | Modifica les dades a Wikidata |

## masia
| imatge | Nom          | Ubicat a                 | instància de | Detalls                     | coordenades                                                         | Protecció                                  | Commons (més fotos) | Dades a WD                    |
| ------ | ------------ | ------------------------ | ------------ | --------------------------- | ------------------------------------------------------------------- | ------------------------------------------ | ------------------- | ----------------------------- |
|        | Ca l'Eliseu  | Castellfollit de la Roca | masia        |                             | 42° 13′ 09″ N, 2° 32′ 28″ E / 42.2190634467501°N,2.5410444734274°E  |                                            |                     | Modifica les dades a Wikidata |
|        | Can Gussinye | Castellfollit de la Roca | masia        | Estil: arquitectura popular | 42° 13′ 16″ N, 2° 32′ 50″ E / 42.22117°N,2.54711°E                  | bé integrant del patrimoni cultural català |                     | Modifica les dades a Wikidata |
|        | Can Pentinet | Castellfollit de la Roca | masia        |                             | 42° 13′ 01″ N, 2° 32′ 35″ E / 42.2169284737647°N,2.54318021983462°E |                                            |                     | Modifica les dades a Wikidata |
|        | la Canova    | Castellfollit de la Roca | masia        |                             | 42° 13′ 08″ N, 2° 32′ 38″ E / 42.2189124058466°N,2.54382020075335°E |                                            |                     | Modifica les dades a Wikidata |
|        | les Fonoses  | Castellfollit de la Roca | masia        |                             | 42° 13′ 01″ N, 2° 32′ 26″ E / 42.2168365308481°N,2.54045480345891°E |                                            |                     | Modifica les dades a Wikidata |

## pont
| imatge | Nom                                        | Ubicat a                                | instància de | Detalls                                                                  | coordenades                                          | Protecció                                  | Commons (més fotos)                             | Dades a WD                    |
| ------ | ------------------------------------------ | --------------------------------------- | ------------ | ------------------------------------------------------------------------ | ---------------------------------------------------- | ------------------------------------------ | ----------------------------------------------- | ----------------------------- |
|        | Pont sobre el Fluvià                       | Castellfollit de la Roca Montagut i Oix | pont         | Estil: arquitectura popular Travessa: Fluvià Estat: parcialment destruït | 42° 13′ 18″ N, 2° 32′ 59″ E / 42.221653°N,2.549795°E | bé integrant del patrimoni cultural català | Pont sobre el Fluvià (Castellfollit de la Roca) | Modifica les dades a Wikidata |
|        | Restes d'un pont sobre el torrent Turonell | Castellfollit de la Roca                | pont         | Estil: arquitectura popular                                              | 42° 13′ 04″ N, 2° 33′ 18″ E / 42.217908°N,2.555067°E | bé integrant del patrimoni cultural català | Restes d'un pont sobre el torrent Turonell      | Modifica les dades a Wikidata |

## Misc
| imatge | Nom                                           | Ubicat a                 | instància de                                                                   | Detalls                       | coordenades                                                               | Protecció                                            | Commons (més fotos)                           | Dades a WD                    |
| ------ | --------------------------------------------- | ------------------------ | ------------------------------------------------------------------------------ | ----------------------------- | ------------------------------------------------------------------------- | ---------------------------------------------------- | --------------------------------------------- | ----------------------------- |
|        | Castell de Castellfollit de la Roca           | Castellfollit de la Roca | castell                                                                        |                               | 42° 13′ 12″ N, 2° 33′ 18″ E / 42.2201°N,2.55491°E                         | bé d'interès cultural bé cultural d'interès nacional | Castell de Castellfollit de la Roca           | Modifica les dades a Wikidata |
|        | Castellfollit de la Roca                      | Castellfollit de la Roca | entitat singular de població ens local històric de Catalunya capital municipal | 947 hab                       | 42° 13′ 11″ N, 2° 32′ 58″ E / 42.21968°N,2.54947°E 281 msnm               |                                                      |                                               | Modifica les dades a Wikidata |
|        | Cinglera de Castellfollit                     | Castellfollit de la Roca | indret                                                                         |                               | 42° 13′ 06″ N, 2° 33′ 14″ E / 42.218333333333°N,2.5538888888889°E 54 msnm |                                                      | Cinglera de Castellfollit de la Roca          | Modifica les dades a Wikidata |
|        | Torre del Rellotge                            | Castellfollit de la Roca | edifici                                                                        | Estil: arquitectura eclèctica | 42° 13′ 09″ N, 2° 33′ 00″ E / 42.219158°N,2.549969°E                      | bé integrant del patrimoni cultural català           | Torre del Rellotge (Castellfollit de la Roca) | Modifica les dades a Wikidata |
|        | casa consistorial de Castellfollit de la Roca | Castellfollit de la Roca | casa consistorial                                                              |                               | 42° 13′ 09″ N, 2° 33′ 00″ E / 42.2190511°N,2.549912°E                     |                                                      |                                               | Modifica les dades a Wikidata |